# Juan Tanca Marengo
Juan Tanca Marengo (Guayaquil, 8 de noviembre de 1895-ib., 4 de septiembre de 1965) fue un médico y político ecuatoriano.

## Biografía
Sus padres fueron Bartolomé Tanca Zonza, de Cerdeña, y Virginia Marengo Costa, de Génova, quienes radicaron primero en Lima y luego llegaron a Guayaquil llamados por un familiar. El padre murió joven de fiebre amarilla, quedando Juan huérfano en la infancia.
Fue matriculado en el Colegio San Luis Gonzaga en el año 1903 donde cursó primaria y secundaria.
Estudió en la Facultad de Medicina y en 1920 se graduó como médico, con la tesis: Contribución al estudio de las nefritis clorurémicas. Obtuvo el Premio Contenta en mérito a sus altas calificaciones. Posteriormente se especializó en gastroenterología, en París, en 1933.
Considerado de carácter afable, simpático y conversador, Juan Tanca Marengo contrajo matrimonio en 1930 con Noemí Campozano Franco, teniendo diez hijos.
En 1940 fundó la clínica Dr. Julián Coronel, en la ciudad de Guayaquil. El mismo año hizo traer al Ecuador el primer gastroscopio que se usó en el país, y organizó en el Hospital General el primer curso de gastroenterología.
En 1945 presidió la Junta Patriótica Nacional y fue recibido como integrante de la flamante Casa de la Cultura Ecuatoriana.
En 1947 pasó a ser miembro de la Junta de Beneficencia de Guayaquil y fundador de la Sociedad de Lucha contra el Cáncer (SOLCA). También en el año 1947 el presidente Carlos Julio Arosemena Tola lo llamó para ocupar la gobernación del Guayas, donde organizó la Comisión de Tránsito del Guayas.
En 1948 fue nombrado ministro de Gobierno, Policía y Oriente, considerados sus días de plenitud vital, dirigiendo en 1949 la campaña nacional pro-oriente. En esa misma fecha escribió el libro La Amazonía, patrimonio del Ecuador.
En 1949 lo propusieron para incorporar el binomio con Galo Plaza Lasso como vicepresidente, lo que no se materializó por el debate político que se produjo por su hipotético nacimiento en Lima, Perú, a pesar de que dicho hecho fue desmentido por la propia nodriza que lo crio y que aún se encontraba viva.
En 1960 fue declarado «El Mejor Ciudadano de Guayaquil» por la Municipalidad de la ciudad.
En 1961 tuvo que rechazar el ofrecimiento de ser nombrado embajador del Ecuador en Londres debido a los problemas de salud en la columna vertebral que lo mantenían postrado, provocado por haber atendido durante años a su numerosísima clientela hasta altas horas de la noche.
La mañana del 4 de noviembre de 1965 falleció en su casa de un infarto masivo cuando se alistaba para salir a atender sus consultas. Tenía 69 años.
Su sepelio fue considerado apoteósico, con una capilla ardiente en la Universidad de Guayaquil, bajo el lema «fue un Sabio y un Santo».

## Publicaciones
Durante el curso de su vida Juan Tanca Marengo escribió 64 libros y 95 disertaciones y cursos, sobre temas de medicina.

## Vía en su honor
En su natal Guayaquil, existe una importante avenida que lleva su nombre.